# Aeropuerto Internacional de Adén
El Aeropuerto Internacional de Adén es un aeropuerto de Adén, Yemen (IATA: ADE, OACI: OYAA).

## Historia
El aeropuerto fue establecido en la antigua base RAF Khormaksar, que se inauguró en 1917 y se cerró como estación RAF en 1967. Más tarde sirvió como estación de la Fuerza Aérea Soviética durante los años 1970 y 1980. Es el segundo aeropuerto más grande de Yemen después del Aeropuerto Internacional de Sana'a. La nueva terminal se construyó entre 1983 y 1985, con una capacidad de un millón de pasajeros al año. En 2000 se completaron las construcciones en la nueva torre de control y el edificio del departamento aeroportuario.
Durante la guerra civil yemení tras la toma de control de Houthi en Yemen, la ciudad de Aden, incluido su aeropuerto, se convirtió en un campo de batalla. El 19 de marzo de 2015 se llevó a cabo la batalla del aeropuerto de Adén, con las fuerzas Houthi realizando un ataque al aeropuerto que fue repelido por las fuerzas leales al presidente Abd Rabbuh Mansur Hadi. Las operaciones se suspendieron durante meses debido a los bombardeos de la Fuerza Aérea de Arabia Saudita en la Operación "Tormenta Decisiva".
El 30 de diciembre de 2020, un avión que transportaba a miembros del gobierno yemení recién formado que llegaba desde Arabia Saudita fue atacado en el aeropuerto.

## Aerolíneas y destinos
- African Express Airways (Al Mukalla [comienza el 26 de mayo], Berbera, Dubái, Mogadiscio, Mombasa [comienza el 26 de mayo], Nairobi, Sharjah)
- Djibouti Airlines (Yibuti)
- Felix Airways (Al Ghaydah, Al Hudaydah, Riyan Mukalla, Sana'a, Seiyun, Socotra)
- Royal Jordanian (Amán)
- Saudi Arabian Airlines (Yeda)
- Yemenia (Abu Dhabi, El Cairo, Doha, Dubái, Yeda, Londres-Heathrow, Riad, Riyan Mukalla, Sanaá, Seiyun, Socotra)